# John A. McDougall
John Alexander McDougall (ur. 17 maja 1947, zm. 22 czerwca 2024) – amerykański lekarz internista propagujący niskotłuszczową dietę roślinną. Przez ponad 30 lat publikował i przeprowadzał wykłady o zdrowym odżywianiu.

## Życiorys
McDougall ukończył studia na Wydziale Medycyny Stanowego Uniwersytetu w Michigan po czym odbył kilkuletnią praktykę w Queen’s Medical Center w Honolulu na Hawajach. Wtedy też postanowił zajmować się zdrowym odżywianiem i doradztwem żywieniowym.
W roku 1965 McDougall przeszedł udar mózgu, który przypisał diecie bogatej w produkty odzwierzęce. Wkrótce odkrył, że jego pacjenci pochodzący z Dalekiego Wschodu i odżywiający się głównie ryżem i warzywami, są szczupli cieszą się lepszym zdrowiem niż ich dzieci odżywiające się w sposób typowo amerykański. W latach 70. przeszedł na dietę głównie wegańską.
W latach 1973–1976 McDougall pracował jako lekarz na plantacji cukru znajdującej się na Hawajach. To właśnie w tym czasie zauważył związek między sposobem odżywiania się swoich pacjentów a ich zdrowiem. W latach 1986–2002 prowadził program diety wegetariańskiej w szpitalu św. Heleny w Hrabstwie Napa w Kalifornii. W latach 1999–2001 również prowadził program żywieniowy w Blue Cross Blue Shield w Minneapolis, następnie, od 2002, w Santa Rosa w Kalifornii.

## Dieta McDougall w medycynie
McDougall promował dietę jako alternatywne leczenie wielu przewlekłych zaburzeń, w tym nowotworów. Są różne opinie na ten temat. 